# Jimmy Ferris
James Ferris, detto Jimmy (Belfast, 29 novembre 1894 – Belfast, 10 ottobre 1932), è stato un calciatore nordirlandese.

## Carriera

### Club
Iniziò la sua carriera nel 1914 con la maglia del Lisburn Distillery, nel 1917 passò al Belfast Celtic.
Nel 1920 la squadra biancoverde di Belfast fu estromessa dalle competizioni nazionali a causa del difficile periodo che in quel momento attraversava l'Irlanda (era in pieno svolgimento la Guerra d'indipendenza irlandese) e molti giocatori del Celtic si allontanarono dalla città dell'Ulster sia per poter giocare, sia per sfuggire al clima di scontri e tensioni dell'epoca. Ferris si trasferì a Londra nel 1920 e venne ingaggiato dal Chelsea. Dopo due stagioni passò al Preston North End. Nel 1924 il Belfast Celtic fu riammesso alla competizioni irlandesi e Ferris tornò a vestire la maglia biancoverde dopo una breve periodo trascorso col club gallese del Pontypridd, all'epoca militante nella Southern Football League. Tornato nella città natale il giocatore contribuì ai successi del Celtic di quel periodo fino a quando, nel 1930, dovette abbandonare l'attività sportiva a causa di un grave disturbo cardiaco.

Morì a Belfast nel 1932 a soli 37 anni di età.

### Nazionale
Ha collezionato sei apparizioni nella Nazionale irlandese, segnando una rete nella gara d'esordio.

## Palmarès
- Irish League: 4

Celtic Belfast: 1925/26, 1926/27, 1927/28, 1928/29
- Irish Cup: 2

Celtic Belfast: 1917/18, 1925/26

## Statistiche

### Cronologia presenze e reti in Nazionale
| Cronologia completa delle presenze e delle reti in nazionale ― Irlanda | Cronologia completa delle presenze e delle reti in nazionale ― Irlanda | Cronologia completa delle presenze e delle reti in nazionale ― Irlanda | Cronologia completa delle presenze e delle reti in nazionale ― Irlanda | Cronologia completa delle presenze e delle reti in nazionale ― Irlanda | Cronologia completa delle presenze e delle reti in nazionale ― Irlanda | Cronologia completa delle presenze e delle reti in nazionale ― Irlanda | Cronologia completa delle presenze e delle reti in nazionale ― Irlanda |
| Data                                                                   | Città                                                                  | In casa                                                                | Risultato                                                              | Ospiti                                                                 | Competizione                                                           | Reti                                                                   | Note                                                                   |
| ---------------------------------------------------------------------- | ---------------------------------------------------------------------- | ---------------------------------------------------------------------- | ---------------------------------------------------------------------- | ---------------------------------------------------------------------- | ---------------------------------------------------------------------- | ---------------------------------------------------------------------- | ---------------------------------------------------------------------- |
| 25/10/1919                                                             | Belfast                                                                | Irlanda                                                                | 1 – 1                                                                  | Inghilterra                                                            | Torneo Interbritannico 1920                                            | 1                                                                      |                                                                        |
| 14/02/1920                                                             | Belfast                                                                | Irlanda                                                                | 2 – 2                                                                  | Galles                                                                 | Torneo Interbritannico 1920                                            | -                                                                      |                                                                        |
| 23/10/1920                                                             | Sunderland                                                             | Inghilterra                                                            | 2 – 0                                                                  | Irlanda                                                                | Torneo Interbritannico 1921                                            | -                                                                      |                                                                        |
| 26/02/1921                                                             | Belfast                                                                | Irlanda                                                                | 0 – 2                                                                  | Scozia                                                                 | Torneo Interbritannico 1921                                            | -                                                                      |                                                                        |
| 21/02/1928                                                             | Parigi                                                                 | Francia                                                                | 4 – 0                                                                  | Irlanda                                                                | Amichevole                                                             | -                                                                      | [ 4 ]                                                                  |
| 25/02/1928                                                             | Glasgow                                                                | Scozia                                                                 | 0 – 1                                                                  | Irlanda                                                                | Torneo Interbritannico 1928                                            | -                                                                      |                                                                        |
| Totale                                                                 |                                                                        | Presenze                                                               | 6                                                                      |                                                                        | Reti                                                                   | 1                                                                      |                                                                        |